# (11913) Svarna
(11913) Svarna (1992 RD3) – planetoida z pasa głównego asteroid okrążająca Słońce w ciągu 3,42 lat w średniej odległości 2,27 j.a. Odkryta 2 września 1992 roku.